# Concert champêtre
Il Concert champêtre FP49 è una composizione per clavicembalo e orchestra dell'autore francese Francis Poulenc. Fu scritta fra il 1927 e il 1928 su commissione della principessa de Polignac. È il più importante e più eseguito concerto per clavicembalo al di fuori di quelli di epoca barocca.

## Storia

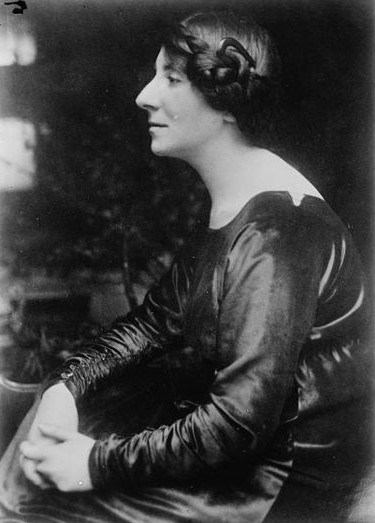
Wanda Landowska, la cembalista per la quale è stato scritto il concerto

Il Concert champêtre è un concerto assolutamente nuovo per questo strumento nel panorama musicale fuori dal Barocco. Venne scritto da Poulenc dopo aver conosciuto la cembalista Wanda Landowska presso il salone della principessa de Polignac. Il successo avuto da questa composizione fu anche dovuto alla rappresentazione, nel 1926 del concerto di Manuel de Falla per clavicembalo, flauto, oboe, clarinetto, violino e violoncello, anch'esso composto per la Landowska. Il Concert è dedicato a Richard Chanlaire, all'epoca compagno di Poulenc.

## Caratteristiche
I temi e le tecniche musicali del concerto alludono ovviamente alle opere del periodo tardo-barocco, in particolare a quelle di François Couperin, compositore molto amato da Poulenc. Le sonorità totali purtuttavia sono quelle della Francia degli anni '20 del Novecento; per questo motivo il concerto deve essere eseguito su un clavicembalo moderno e non su copie antiche, poiché l'ampiezza dell'orchestra coprirebbe i suoni del solista.
Alcuni dei motivi utilizzati qui da Poulenc (ad esempio nell'Andante) verranno riutilizzati in un'altra sua composizione neo-classica del 1935, dov'è utilizzato ugualmente il clavicembalo: la Suite française.

## Movimenti
I movimenti sono tre, come usuale per i concerti con strumento solista dell'epoca:
1. Allegro molto - Adagio - Allegro molto
2. Andante: Mouvement de Sicilienne
3. Finale: Presto très gai

## Prima esecuzione
La prima esecuzione si tenne il 3 maggio 1929 presso la Salle Pleyel di Parigi. La direzione fu affidata a Pierre Monteux alla guida dell'Orchestra sinfonica di Parigi. Solista fu Wanda Landowska.

## Organico
ottavino, 2 flauti, 2 oboi, corno inglese, 2 clarinetti, 2 fagotti, 4 corni, 2 trombe, trombone, tuba, timpani, xilofono, percussioni, e archi.